# Sdružení národní muslimské dohody
Sdružení národní muslimské dohody (zkrácený přepis z arabštiny Vifák) je politická strana v Bahrajnu. Ideologicky se řadí k ší'itskému islámu. Její barvy jsou modrá a červená.